# 李晓晴
李晓晴（1995年12月22日—），中国女子手球运动员，现为中国国家女子手球队队员，效力于广东队。

## 简历
2013年代表解放军队参加中华人民共和国第十二届运动会女子手球比赛，夺得亚军。
2014年代表中国参加2014年仁川亚运会女子手球比赛，获第四名。
2015年代表中国参加2015年亚洲女子手球锦标赛，夺得铜牌。
2015年代表中国参加2015年世界女子手球錦標賽，获得第17名。
2017年代表中国参加2017年世界女子手球錦標賽，获得第21名。
2018年代表中国参加雅加达亚运会女子手球比赛，夺得银牌。
2020年作为优秀运动员保送到安徽师范大学运动训练专业学习。
2022年代表中国参加2022年亚洲女子手球锦标赛，夺得铜牌。
2023年代表中国参加杭州亚运会女子手球比赛，夺得铜牌。